# Ken Berry
Kenneth Ronald "Ken" Berry (født 3. november 1933 i Moline, Illinois, død 1. december 2018 i Burbank, Californien) var en Oscar-vindende amerikansk komiker og skuespiller.